# Georgi Jomow
Georgi Ceckow Jomow (bułg. Георги Цецков Йомов; ur. 6 lipca 1997 w Sofii) – bułgarski piłkarz grający na pozycji pomocnika.

## Kariera klubowa
Treningi piłkarskie rozpoczął jako sześciolatek w Lewskim Sofia. W 2015 roku trafił do Sławii Sofia. W pierwszej drużynie tego klubu zadebiutował 21 lutego 2016 w zremisowanym 0:0 meczu z Czerno More Warna, a pierwszego gola strzelił 2 kwietnia 2016 w wygranym 3:0 meczu z PFK Montana. W sezonie 2017/2018 zdobył ze swoim klubem Puchar Bułgarii, pokonując w finale Lewskiego po rzutach karnych, a ostatniego, decydującego karnego wykorzystał Jomow.
W sierpniu 2020 przeszedł do CSKA Sofia. Zadebiutował w tym klubie 22 sierpnia 2020 w wygranym 2:1 meczu z Botewem Wraca, a pierwszego gola strzelił dwa dni później w wygranym 3:1 meczu eliminacji do Ligi Europy z B36 Tórshavn. W sierpniu 2022 został zawieszony na 90 dni po tym, jak w jego organizmie wykryto niedozwoloną substancję. W marcu 2023 został zawieszony na 4 lata, począwszy od 25 sierpnia 2022. Zawodnik złożył odwołanie, jednak w lutym 2024 kara została podtrzymana.

## Kariera reprezentacyjna
W reprezentacji Bułgarii zadebiutował 8 października 2020 w przegranym 1:3 meczu barażowym eliminacji do Euro 2020 z Węgrami, w którym strzelił gola.

## Życie prywatne
Jest wnukiem Todora Barzowa, również piłkarza. Ma brata Todora, z którym wspólnie trenował w Lewskim.

## Osiągnięcia
- Puchar Bułgarii: 2017/2018